# Grewia humbertii
Grewia humbertii är en malvaväxtart som beskrevs av René Paul Raymond Capuron. Grewia humbertii ingår i släktet Grewia och familjen malvaväxter. Inga underarter finns listade i Catalogue of Life.